# Franz Boehm
Franz Boehm, född 3 oktober 1880 i Boleszyn (Powiat Nowomiejski), död 13 februari 1945 i Dachau (koncentrationsläger) var en romersk-katolsk präst från ärkestiftet Köln, motståndskämpe mot den nazistiska regimen och martyr.

## Biografi
Franz Boehm, född den 3 oktober 1880 i Västpreussen (idag: Ermland-Masuriens vojvodskap), kom från en tysk-polsk lärarfamilj. Han tog sin gymnasieexamen i Mönchengladbach. Efter filosofiska och teologiska studier i Bonn vigdes han 1906 till präst för ärkestiftet i Köln. På sina tre prästertjänster i Ruhrområdet kunde han också ta hand om själavården av polska arbetare eftersom han talade det polska språket. Han tog sitt första pastorat i Düsseldorf-Gerresheim 1917. 
När pastor Boehm flyttade till Troisdorf-Sieglar 1923 började hans martyrskap. Följande framgick av Gestapo-filen: 1934 års brottmål, som lades ned; 1935 förbjöds Boehm att ge religiös undervisning; Samtidigt fick han den första utvisningen från Regierungsbezirk Köln, som dock upphävdes genom en amnesti 1936; 1937 andra och sista utvisningen.
Hans vittnesmål skulle fullbordas i hans pastorat i Monheim (Regierungsbezirk Düsseldorf) från 1938 till 1944: 1938 fick han böter; 1941 varnades han för att ha genomfört en gudstjänst på polska; Säkerhetspengar 1942 på 3 000 Riksmark för en Kristus konungens predikan; Påsk 1944 predikade han mot nazistiska propagandafilmer, vilket ledde till att han arresterades. Boehm dog den 13 februari 1945 i koncentrationslägret Dachau, påstås av en infektion med bältros.

### Fotnoter
1. 1 2  läs online, thema.erzbistum-koeln.de , läst: 2 mars 2020.[källa från Wikidata]
2. ↑  läs online, Internet Archive .[källa från Wikidata]
3. ↑  Rheinische Post, Rheinisch-Bergische Druckerei- und Verlagsgesellschaft, läs onlineläs online .[källa från Wikidata]
4. ↑  läs online, thema.erzbistum-koeln.de .[källa från Wikidata]
5. ↑  Martyr av ärkestiftet Köln: Kyrkoherde Franz Boehm